# Bodilshøj Mølle
Bodilshøj Mølle eller Børglum Kloster Mølle er en hollandsk vindmølle beliggende lige nord for Børglum Kloster i Hjørring Kommune i Vendsyssel. Den ligger på den 53,78 meter høje Bodilshøj, der er oldtidshøj; Den er med muret undermølle og en ottekantet spånbeklædt overmølle af træ, og med løgformet hat; den har et vingefang på 11 m. Den oprindelige mølle på stedet blev opført i 1860, men brændte, og den nuværende er fra 1887, og er restaureret i 1963. En vinge brækkede, og de andre blev beskadiget i en storm i vinteren 2000-2001, men i 2003 havde man samlet penge ind til en reparation. Ved Bodilshøj er der også en helligkilde, Sankt Bodils Kilde.